# Encarsia ectophaga
Encarsia ectophaga är en stekelart som först beskrevs av Filippo Silvestri 1935.  Encarsia ectophaga ingår i släktet Encarsia och familjen växtlussteklar. Inga underarter finns listade i Catalogue of Life.